# 時計反応
時計反応とは化合物が混合して、化合物の濃度が周期的に変化したり、一定の誘導時間が経過した後に突然物質の性質が変化したりする化学反応である。非平衡熱力学（英語版）が成り立つ実例として示され、非線形振動の立証につながった。
反応物に有色の物がある場合、濃度が急激に上昇して変化が始まり、その後時間の経過とともに周期的に色が変化する。時計反応の例として、ベロウソフ・ジャボチンスキー反応、ブリッグス・ラウシャー反応、ブレイ・リーブハウスキー反応やヨウ素時計反応などがあげられる。

## 歴史
はじめ、化学者は振動反応の根拠が出た際、結果について懐疑的であった。1828年、グスタフ・フェヒナーは電流が振動する化学電池についての報告を発表した。1899年にはヴィルヘルム・オストヴァルトがクロムの酸への溶解度が周期的に増加と減少を繰り返す事を発見した。これらの結果は当時では異質な物であり、半世紀が過ぎた後にようやく均質な系での振動反応は起こらないことが分かった。反応の理論に関する議論は1910年代までさかのぼるが、振動反応に関する体系的な研究は化学的非線形力学が確立される1970年代半ばまでほとんど進展しなかった。

## 原理
振動反応の理論モデルは化学者や物理学者、ひいては数学者の研究の対象ともなった。振動系でエネルギーが生成する反応を追跡すると2つの異なる経路が残り、その2つが周期的に入れ替わる反応である。そのうちの1つの経路は独特の中間生成物が生成し、他方の経路がそれを用いて反応する。この中間生成物の濃度変化が両方の経路の入れ替わりを誘発する。中間生成物の濃度が低い時は、生成のプロセスが優先的に進行し、濃度は上昇する。中間生成物の濃度が高い時は、反応のプロセスが優先的に進行し、濃度は低下する。
その他のモデルも考案されており、ロトカ＝ヴォルテラの方程式やブラッセレーター、オレゴネーターなどが挙げられる。このうちオレゴネーターはベロウソフ・ジャボチンスキー反応の模擬実験に利用される。

## 種類

### ベロウソフ・ジャボチンスキー反応

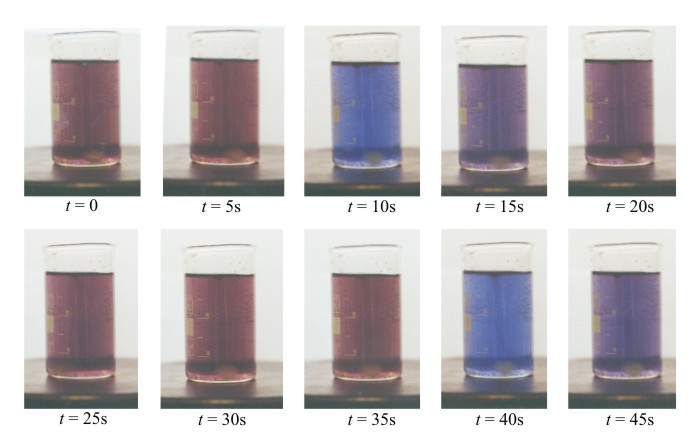
時間経過に伴うベロウソフ・ジャボンチスキー反応での溶液の色の変化

この反応で、全ての反応に共通して関係するのは臭素と酸のみである。この反応の本質的特徴は、いわゆる「敏感さ」と呼ばれるもので、刺激の影響下で反応のパターンが現れるか、完全に停止するというものである。ブリッグス・ラウシャー反応やこの反応はルテニウム2,2'-ビピリジン（英語版）2,2'-ビピリジン）が触媒となり自己組織化して、光の影響を受ける。
ボリス・ベロウーソフは1950年代に臭素酸カリウムと硫酸セリウム(IV)、マロン酸、クエン酸を混合したものを硫酸で希釈し、Ce(IV)イオンとセリウム(III)イオンの濃度の比の変化を観察していると、溶液の色が黄色と無色とで変化を繰り返す事を発見した。これはセリウム(IV)イオンはマロン酸で還元されてセリウム(III)イオンとなるが、臭素酸(V)イオンによって酸化されてセリウム(IV)イオンに戻るためである。

### ブリッグス・ラウシャー反応
この反応は振動反応としてはあまり知られていない反応のひとつである。色の変化が著しいため実演に特に適している。はじめ無色の溶液はだんだん琥珀色に変化し、突然ダークブルーに変化する。その後ゆっくりと無色に戻り、このサイクルが一般的にはおよそ10回続く。

### ブレイ・リーブハウスキー反応
1921年にW.C.ブレイによって発見されたヨウ素とヨウ素酸塩の間での酸化還元反応である。
酸化:5 H2O2 + I2 → 2 IO3- + 2 H+ + 4 H2O
還元:5 H2O2 + 2 IO3- + 2 H+ → I2 + 5 O2 + 6 H2O